# Ilse Rosenthal-Schneider
Ilse Rosenthal-Schneider fue una física y filósofa germano-australiana. Es conocida por su colaboración y correspondencia con los físicos Albert Einstein, Max von Laue y Max Planck. Rosenthal-Schneider obtuvo un doctorado en filosofía en 1920 en la Universidad de Berlín, donde conoció a Albert Einstein. Después de abandonar la Alemania nazi y emigrar a Australia en 1938, se convirtió en tutora en el departamento alemán de la Universidad de Sídney en 1945 y
impartió clases de historia y filosofía de la ciencia. En las décadas de 1940 y 1950, intercambió una serie de cartas con Albert Einstein sobre aspectos filosóficos de la física, como la teoría de la relatividad, constantes fundamentales y realidad física. Se mantuvieron en contacto por correspondencia hasta la muerte de Einstein en 1955.

## Obras notables
- Ilse Rosenthal-Schneider (1 de enero de 1980).  Thomas Braun, ed. Reality and Scientific Truth: Discussions With Einstein, Von Laue, and Planck (Records and correspondence). Wayne State University Press, 1980. original from the University of Michigan. ISBN 9780814316504. OCLC 6222962.
- Ilse Rosenthal-Schneider. Begegnungen mit Einstein, von Laue und Planck : Realität und wissenschaftliche Wahrheit (en alemán). Braunschweig ; Wiesbaden : Vieweg, cop. 1988. ISBN 9783528089702. OCLC 64797021.
- Ilse Rosenthal-Schneider. Das Raum-Zeit-Problem bei Kant und Einstein (en alemán). Berlin : Springer, 1921. OCLC 749766417.
- Ilse Rosenthal-Schneider. Lingua Latina Medicinalis = Lateinisches Lehrbuch für Mediziner (en latin). Leipzig : VEB Verlag Enzyklopädie, 1965. OCLC 802874015.
- Ilse Rosenthal-Schneider. Presuppositions and anticipations in Einstein's physics. New York, NY, 1949. OCLC 315045254.
- Ilse Rosenthal-Schneider. Albert Einstein : 14 March 1879 – 18 April 1955. Sydney, 1955. OCLC 315045356.
- Ilse Rosenthal-Schneider. Leteinische Satzlehre (en alemán). Leipzig : VEB Verlag Enzyklopädie, 1970. OCLC 802118103.
- Rosenthal-Schneider, Ilse.  Harry Woolf, ed. Reminiscenses of Einstein. Addison-Wesley Publishing Company, Reading, Massachusetts. Bibcode:1980ssp..conf..521R.